# Баррету, Антониу
Антониу Мигел ди Мораиш Баррету (порт. António Miguel de Morais Barreto; род. 30 октября 1942, Фош-ду-Дору) — португальский политик, социолог и журналист, член правительства Португалии в 1976—1978 годах. Бывший коммунист, затем демосоциалист. Автор закона о деколлективизации 1976 года. Руководитель исследовательского Фонда Франсишку Мануэля душ Сантуша.

## Учёный и журналист
Антониу Баррету родился 30 октября 1942 года в Фош-ду-Дору в семье аристократического происхождения. Учился на юридическом факультете Коимбрского университета. В 1963 году переехал в Швейцарию, окончил социологический факультет Женевского университета. В 1969—1974 годах был сотрудником аппарата ООН. В 1974—1982 годах работал преподавателем Португальского католического университета в Браге, затем Лиссабонского университета. Специализировался на социологии сельского хозяйства.
В 2000-х годах Антониу Баррету преподавал социологию и юриспруденцию в Новом Лиссабонском университете. Состоял в совете директоров правительственного учреждения Национальный институт статистики. Автор многочисленных публикаций о социализме, аграрной реформе, социальных отношениях, государственном управлении. Один из создателей телепрограмм социальной тематики, колумнист газеты Público. С 2008 года — член Лиссабонской Академии наук. Награждён Большим крестом Военного ордена Христа — за заслуги в государственном управлении. Лауреат премии Монтеня Тюбингенского университета.

## Депутат-социалист
В 1960-х годах Антониу Баррету являлся активным членом Португальской коммунистической партии. С этим в значительной степени была связана его эмиграция в Швейцарию. После Апрельской революции, в декабре 1974 года, Баррету перешёл в Социалистическую партию. Он пользовался серьёзным авторитетом в левых кругах, и в 1975 году был избран от Соцпартии в Учредительное собрание. В сентябре 1975 — июне 1976 года Баррету был государственным секретарём по внешней торговле в правительстве Пиньейру ди Азеведу.
С июля 1976 года Антониу Баррету — член социалистического правительства Мариу Соареша. Первоначально он возглавлял министерство торговли и туризма (до марта 1977), а с ноября 1976 по январь 1978 года — министерство сельского хозяйства и рыболовства.

## Организатор деколлективизации
На посту министра сельского хозяйства Баррету инициировал принятие закона, распускавшего принудительно организованные деревенские коллективные хозяйства. Lei Barreto — «Закон Баррету» стал важной вехой в демонтаже структур «советизации» Португалии, проводившейся леворадикалами и коммунистами в 1974—1975 годах.
В 1978 году Баррету примкнул к правосоциалистической группе реформистов Жозе Медейруша Феррейры. На следующий год группа Феррейры-Баррету вступила в правоцентристский Демократический альянс. Впоследствии Баррету поддерживал «поправевшего» Соареша, участвовал в его избрании президентом на выборах 1986 года. В 1987—1991 годах Антониу Баррету был депутатом парламента от Социалистической партии. Окончательно Баррету отошёл от соцпартии только в 1990-е годы.

## Фонд гражданских исследований
В 2009 году Антониу Баррету возглавил совет директоров исследовательского Фонда Франсишку Мануэля душ Сантуша.

Фонд организует исследования, публикует результаты своих наблюдений, формулирует рекомендации и стимулирует общественные дискуссии. Уважая ценности индивидуальной свободы, демократии и равных возможностей, Фонд стремится включать гражданское общество в публичные дебаты, бороться с бедностью и несправедливостью, консолидировать социальную сплочённость. Мы применяем все средства, обеспечиваемые современными технологиями: Интернет, телевидение, кино, печать. Мы не согласны с тем, что информация якобы должна быть прерогативой элиты. Свобода сограждан — вот объединяющий нас идеал. В этом наша вера.
— Антониу Баррету

## Демократ о кризисе
В 2011 году, на фоне кризиса еврозоны, болезненно затронувшего Португалию, Баретту выступил с критикой политики правительства соцпартии.

Длительное правление СП привело к большому хаосу. Большинство социалистов знают об этом нагромождении глупостей и ошибок, об ответственности социалистических правительств за ситуацию, в которой мы оказались. Социалистическая партия пребывает в негативном политическом и аварийном моральном состоянии.

В то же время он осудил забастовочное протестное движение:

Позиции забастовочных комитетов очень тенденциозны: кто левее, тот и прав. Забастовки ухудшают, а не улучшают положение. Не думаю, что они помогут решить проблемы, возникшие от бесхозяйственности последних 10—20 лет.
— 
Экономическую ситуацию в стране Баррету характеризовал как «отчаянную». Выход из неё видел в режиме жёсткой экономии, сокращении государственных расходов, возможном банкротстве и крупных заимствованиях на переходный период.

## Мировоззренческие основы
В политической биографии Антониу Баррету впечатляет[кого?] эволюция от коммунистического радикализма к демократическому социализму и фактически к социал-либерализму. Она объясняется тем, что основу его взглядов формирует демократизм. Баррету был коммунистом, пока ПКП радикально противостояла авторитарному режиму Салазара. Когда ПКП стала угрожать насаждением тоталитарной диктатуры, Баррету порвал с компартией. Демократизм с социальными акцентами характеризует его позиции и деятельность.

Португальцы — свободные граждане, а не только налогоплательщики.
— Антониу Баррету
Вместе с Жозе Мигелом Жудисе публиковался в газете Público, участвовал в аналитической программе на новостном канале.

## Награды
| Страна     | Дата             | Награда                                        | Награда                                        | Литеры |
| ---------- | ---------------- | ---------------------------------------------- | ---------------------------------------------- | ------ |
| Португалия | 8 июня 2012 —    | Кавалер Большого креста Военного ордена Христа | Кавалер Большого креста Военного ордена Христа | GCC    |
| Португалия | 5 октября 2017 — | Кавалер Большого креста ордена Свободы         | Кавалер Большого креста ордена Свободы         | GCL    |